# Pseudarcturella
Pseudarcturella är ett släkte av kräftdjur. Pseudarcturella ingår i familjen Austrarcturellidae.
Kladogram enligt Catalogue of Life:
| Pseudarcturella | \| \| Pseudarcturella chiltoni \| \| \| \| \| \| Pseudarcturella crenulata \| \| \| \| |
|                 | \| \| Pseudarcturella chiltoni \| \| \| \| \| \| Pseudarcturella crenulata \| \| \| \| |
|                 | Abyssarcturella                                                                        |
|                 |                                                                                        |
|                 | Austrarcturella                                                                        |
|                 |                                                                                        |
|                 | Dolichiscus                                                                            |
|                 |                                                                                        |
|                 | Scyllarcturella                                                                        |
|                 |                                                                                        |
|                 | Pseudarcturella chiltoni                                                               |
|                 |                                                                                        |
|                 | Pseudarcturella crenulata                                                              |
|                 |                                                                                        |

|  | Pseudarcturella chiltoni  |
|  |                           |
|  | Pseudarcturella crenulata |
|  |                           |